# Challenge Cup 2010-2011 (pallavolo femminile)
La Challenge Cup di pallavolo femminile 2010-2011 è stata la 31ª edizione del terzo torneo pallavolistico per importanza dopo la Champions League e la Coppa CEV, la quarta con questa denominazione; iniziata con la fase ad eliminazione diretta il 9 ottobre 2010, si è conclusa con la finale di ritorno il 2 aprile 2011. Alla competizione hanno partecipato 52 squadre di club europee e la vittoria finale è andata per la prima volta all'Azərreyl Voleybol Klubu.

## Squadre partecipanti
- TVC Amstelveen
- Știința Bacău[N 1]
- Azərreyl
- İqtisadçı
- Lokomotiv Baku
- Galeb
- Vizura[N 1]
- Bratislavský
- Slávia Bratislava
- Královo Pole[N 1]
- Pałac Bydgoszcz[N 1]
- Dauphines Charleroi
- Universitatea Craiova
- Uraločka[N 1]
- Engelholms
- Évreux
- Anorthōsīs[N 1]
- VDK Gent
- Kula Gradačac
- Hartberg
- Asteríx Kieldrecht[N 1]
- Klagenfurt
- AEL Limassol
- Apollōn Limassol
- ASKÖ Linz-Steg[N 1]
- Branik
- Markopoulo
- Minčanka[N 1]
- Kamunal'nik Mahilëŭ
- Chimik
- TENT[N 1]
- Omička
- Club 15-15
- Dinamo Pančevo
- Paola Hibernians
- Sm'Aesch Pfeffingen
- Olympiakos[N 1]
- Marica
- Clube K
- Rijeka
- Īraklīs Salonicco
- Viesti Salo[N 1]
- Schweriner
- Kanti
- Senica
- Sliedrecht
- CSKA Sofia
- UiS Stavanger
- Tirana[N 1]
- Weert[N 1]
- Wiesbaden
- HAOK Mladost[N 1]

1. 1 2 3 4 5 6 7 8 9 10 11 12 13 14 15  Provenienti dalla Coppa CEV

Klub Sportowy Pałac Bydgoszcz ritirato per motivi economici.

## Primo turno

### Andata
| 10 ottobre 2010 Inter Hala Pasienky, Bratislava Durata: 1h:07 - Spettatori: 300       | Doprastav Bratislava | 3 - 0 | UiS Stavanger    | 25-20, 25-16, 25-20               |
| 9 ottobre 2010 Sportska dvorana Topolica, Antivari Durata: 1h:43 - Spettatori: 200    | Galeb                | 2 - 3 | Senica           | 25-18, 25-20, 16-25, 16-25, 11-15 |
| 16 ottobre 2010 Sarhadchi Sport Olympic Center, Baku Durata: 1h:05 - Spettatori: 1000 | Kula Gradačac        | 0 - 3 | İqtisadçı        | 16-25, 19-25, 8-25                |
| 9 ottobre 2010 Sportna zala Orlovec, Gabrovo Durata: 1h:48 - Spettatori: 300          | Marica               | 1 - 3 | Apollōn Limassol | 25-22, 21-25, 23-25, 23-25        |
| 10 ottobre 2010 Corradino Sports Pavilion, Paola Durata: 0h:54 - Spettatori: 200      | Paola Hibernians     | 0 - 3 | Azərreyl         | 7-25, 6-25, 10-25                 |

### Ritorno
| 16 ottobre 2010 Klepphallen, Klepp Durata: 1h:31 - Spettatori: 300                    | UiS Stavanger    | 1 - 3 | Doprastav Bratislava | 20-25, 17-25, 25-23, 18-25 |
| 10 ottobre 2010 Sportska dvorana Topolica, Antivari Durata: 1h:11 - Spettatori: 200   | Senica           | 3 - 0 | Galeb                | 25-17, 27-25, 25-18        |
| 17 ottobre 2010 Sarhadchi Sport Olympic Center, Baku Durata: 1h:03 - Spettatori: 2000 | İqtisadçı        | 3 - 0 | Kula Gradačac        | 25-19, 25-15, 25-12        |
| 17 ottobre 2010 Apollon Hall, Limassol Durata: ? - Spettatori: 500                    | Apollōn Limassol | 3 - 1 | Marica               | 25-22, 25-19, 26-28, 25-22 |
| 17 ottobre 2010 Sarhadchi Sport Olympic Center, Baku Durata: 0h:53 - Spettatori: 1000 | Azərreyl         | 3 - 0 | Paola Hibernians     | 25-9, 25-14, 25-12         |

### Squadre qualificate
- Azərreyl
- İqtisadçı
- Doprastav Bratislava
- Apollōn Limassol
- Senica

## Secondo turno

### Andata
| 8 dicembre 2010 Sporthal de Stoep, Sliedrecht Durata: 1h:06 - Spettatori: 1128        | Sliedrecht           | 3 - 0 | Hartberg              | 25-16, 25-13, 25-16               |
| 8 dicembre 2010 Palma Arena, Palma di Maiorca Durata: 1h:15 - Spettatori: 250         | Club 15-15           | 3 - 0 | Sm'Aesch Pfeffingen   | 26-24, 25-19, 25-20               |
| 9 dicembre 2010 Dvorana Mladost, Fiume Durata: 1h:21 - Spettatori: 400                | Rijeka               | 0 - 3 | Schweriner            | 21-25, 23-25, 21-25               |
| 8 dicembre 2010 Rönnehallen, Ängelholm Durata: 1h:38 - Spettatori: 275                | Engelholms           | 1 - 3 | Branik                | 17-25, 25-16, 17-25, 27-29        |
| 9 dicembre 2010 Inter Hala Pasienky, Bratislava Durata: 1h:11 - Spettatori: 200       | Doprastav Bratislava | 0 - 3 | Évreux                | 17-25, 16-25, 23-25               |
| 7 dicembre 2010 Bernard Pignon Couvidome, Couvin Durata: 1h:03 - Spettatori: 150      | Dauphines Charleroi  | 3 - 0 | Clube K               | 25-15, 25-19, 25-12               |
| 7 dicembre 2012 LTV AEL, Limassol Durata: 1h:49 - Spettatori: 0                       | AEL Limassol         | 2 - 3 | CSKA Sofia            | 26-24, 25-20, 15-25, 16-25, 12-15 |
| 8 dicembre 2010 Schweizersbild, Sciaffusa Durata: 1h:29 - Spettatori: 620             | Kanti                | 3 - 1 | Senica                | 20-25, 25-17, 25-17, 25-15        |
| 8 dicembre 2010 Sarhadchi Sport Olympic Center, Baku Durata: 0h:56 - Spettatori: 2000 | İqtisadçı            | 3 - 0 | Klagenfurt            | 25-10, 25-4, 25-11                |
| 9 dicembre 2010 Emergohal, Amstelveen Durata: 1h:54 - Spettatori: 5000                | TVC Amstelveen       | 2 - 3 | VDK Gent              | 27-29, 25-20, 16-25, 25-19, 5-15  |
| 8 dicembre 2010 Municipal S. C. Evosmos, Salonicco Durata: 1h:10 - Spettatori: 300    | Īraklīs Salonicco    | 0 - 3 | Wiesbaden             | 16-25, 14-25, 21-25               |
| 7 dicembre 2010 FSK Olymp, Južne Durata: 1h:11 - Spettatori: 1100                     | Chimik               | 3 - 0 | Kamunal'nik Mahilëŭ   | 25-19, 25-19, 25-21               |
| 9 dicembre 2010 A. C. C. 'V. Blinov, Omsk Durata: 1h:54 - Spettatori: 2800            | Omička               | 3 - 2 | Lokomotiv Baku        | 25-22, 20-25, 20-25, 25-21, 15-10 |
| 7 dicembre 2010 Apollon Hall, Limassol Durata: 1h:53 - Spettatori: 400                | Apollōn Limassol     | 3 - 2 | Dinamo Pančevo        | 25-27, 23-25, 25-18, 25-18, 15-5  |
| 8 dicembre 2010 Športová hala Mladosť, Bratislava Durata: 1h:38 - Spettatori: 250     | Slávia Bratislava    | 3 - 1 | Universitatea Craiova | 25-23, 17-25, 25-19, 25-16        |
| 9 dicembre 2010 Sarhadchi Sport Olympic Center, Baku Durata: 1h:03 - Spettatori: 1200 | Azərreyl             | 3 - 0 | Markopoulo            | 25-20, 25-11, 25-14               |

### Ritorno
| 15 dicembre 2010 Bundesschulzentrum, Hartberg Durata: 1h:08 - Spettatori: 500               | Hartberg              | 0 - 3 | Sliedrecht           | 18-25, 13-25, 16-25                         |
| 15 dicembre 2010 MZH Löhrenacker, Aesch Durata: 1h:24 - Spettatori: 800                     | Sm'Aesch Pfeffingen   | 3 - 0 | Club 15-15           | 25-18, 25-19, 25-22 Golden set: 8-15        |
| 16 dicembre 2010 Sport- und Kongresshalle, Schwerin Durata: 1h:18 - Spettatori: ?           | Schweriner            | 3 - 0 | Rijeka               | 26-24, 25-20, 25-14                         |
| 15 dicembre 2010 Sportna Dvorana Ljudski Vrt, Maribor Durata: 1h:42 - Spettatori: 350       | Branik                | 3 - 1 | Engelholms           | 27-25, 25-15, 22-25, 25-13                  |
| 15 dicembre 2010 Salle Jean Fourre, Évreux Durata: 1h:11 - Spettatori: 1720                 | Évreux                | 3 - 0 | Doprastav Bratislava | 25-17, 25-23, 25-16                         |
| 14 dicembre 2010 C. D. das Laranjeiras, Ponta Delgada Durata: 1h:37 - Spettatori: 150       | Clube K               | 1 - 3 | Dauphines Charleroi  | 11-25, 25-18, 20-25, 17-25                  |
| 14 dicembre 2010 Hristo Botev Hall, Sofia Durata: 1h:16 - Spettatori: ?                     | CSKA Sofia            | 3 - 0 | AEL Limassol         | 25-23, 25-19, 25-23                         |
| 15 dicembre 2010 City Hall, Senica Durata: 1h:45 - Spettatori: 250                          | Senica                | 1 - 3 | Kanti                | 25-27, 26-24, 12-25, 25-27                  |
| 15 dicembre 2010 Sporthalle Lerchenfeld, Klagenfurt Durata: 1h:00 - Spettatori: 250         | Klagenfurt            | 0 - 3 | İqtisadçı            | 9-25, 19-25, 22-25                          |
| 15 dicembre 2010 Bourgoyen, Gent Durata: 1h:49 - Spettatori: 480                            | VDK Gent              | 3 - 1 | Martinus             | 22-25, 25-22, 25-20, 25-23                  |
| 15 dicembre 2010 Rhein Main Halle, Wiesbaden Durata: 1h:24 - Spettatori: 2030               | Wiesbaden             | 3 - 0 | Īraklīs Salonicco    | 26-24, 25-17, 25-15                         |
| 15 dicembre 2010 Sportivnyj Kompleks Olimpiets, Mahilëŭ Durata: 1h:42 - Spettatori: 500     | Kamunal'nik Mahilëŭ   | 3 - 1 | Chimik               | 19-25, 25-22, 25-22, 25-14 Golden set: 9-15 |
| 14 dicembre 2010 Sports Games Palace, Baku Durata: 1h:45 - Spettatori: 2500                 | Lokomotiv Baku        | 3 - 0 | Omička               | 25-16, 25-23, 26-24 Golden set: 16-14       |
| 14 dicembre 2010 Hala sportova Strelište, Pančevo Durata: 1h:42 - Spettatori: 300           | Dinamo Pančevo        | 2 - 3 | Apollōn Limassol     | 17-25, 25-15, 25-20, 22-25, 9-15            |
| 15 dicembre 2010 Sala Polivalenta, Drobeta-Turnu Severin Durata: 1h:32 - Spettatori: 280    | Universitatea Craiova | 3 - 0 | Slávia Bratislava    | 26-24, 25-18, 25-21 Golden set: 8-15        |
| 15 dicembre 2010 Municipality Stadium, Markopoulo Mesogaias Durata: 1h:06 - Spettatori: 200 | Markopoulo            | 0 - 3 | Azərreyl             | 12-25, 20-25, 15-25                         |

### Squadre qualificate
| - Azərreyl - İqtisadçı - Lokomotiv Baku - Slávia Bratislava - Dauphines Charleroi - Évreux - VDK Gent - Chimik | - Apollōn Limassol - Branik - Club 15-15 - Kanti - Schweriner - Sliedrecht - CSKA Sofia - Wiesbaden |

## Sedicesimi di finale

### Andata
| 5 gennaio 2011 Sala Sporturilor, Bacău Durata: 1h:07 - Spettatori: 350                | Știința Bacău      | 3 - 0 | Évreux              | 25-18, 25-18, 25-12              |
| 12 gennaio 2011 Sarhadchi Sport Olympic Center, Baku Durata: 1h:01 - Spettatori: 800  | TENT               | 0 - 3 | İqtisadçı           | 15-25, 15-25, 15-25              |
| 6 gennaio 2011 Mestska Hala Vodova, Brno Durata: 1h:03 - Spettatori: 300              | Královo Pole       | 3 - 0 | CSKA Sofia          | 25-16, 25-19, 25-13              |
| 5 gennaio 2011 Palace of Sports, Minsk Durata: 1h:14 - Spettatori: 300                | Minčanka           | 0 - 3 | Dauphines Charleroi | 24-26, 15-25, 23-25              |
| 4 gennaio 2011 Europagymnasium Auhof, Linz Durata: 1h:03 - Spettatori: 300            | ASKÖ Linz-Steg     | 0 - 3 | Lokomotiv Baku      | 15-25, 11-25, 18-25              |
| Incontro non disputato per il ritiro dalla competizione della società Pałac Bydgoszcz | Pałac Bydgoszcz    | 0 - 3 | Apollōn Limassol    | 0-25, 0-25, 0-25                 |
| 5 gennaio 2011 Sportski centar Vizura, Belgrado Durata: 1h:56 - Spettatori: 500       | Vizura             | 3 - 2 | VDK Gent            | 27-29, 25-17, 26-24, 22-25, 15-9 |
| 4 gennaio 2011 Anorthosis Famagusta S. C., Limassol Durata: 1h:16 - Spettatori: 450   | Anorthōsīs         | 0 - 3 | Kanti               | 21-25, 16-25, 28-30              |
| 5 gennaio 2011 Salohalli, Salo Durata: 1h:21 - Spettatori: 710                        | Viesti Salo        | 3 - 0 | Sliedrecht          | 25-15, 25-23, 27-25              |
| 6 gennaio 2011 Sporthal Aan De Bron, Weert Durata: 1h:18 - Spettatori: 300            | Weert              | 3 - 0 | Chimik              | 25-23, 25-22, 25-20              |
| 12 gennaio 2011 Sarhadchi Sport Olympic Center, Baku Durata: 0h:54 - Spettatori: 1600 | Olympiakos         | 0 - 3 | Azərreyl            | 7-25, 15-25, 13-25               |
| 6 gennaio 2011 Asllan Rusi, Tirana Durata: 1h:11 - Spettatori: 450                    | Tirana             | 0 - 3 | Slávia Bratislava   | 20-25, 22-25, 17-25              |
| 6 gennaio 2011 Dom odbojke Bojan Stranić, Zagabria Durata: 1h:39 - Spettatori: 300    | HAOK Mladost       | 2 - 3 | Club 15-15          | 25-20, 25-19, 12-25, 19-25, 7-25 |
| 6 gennaio 2011 Hall De Meerminnen, Beveren Durata: 1h:43 - Spettatori: 350            | Asteríx Kieldrecht | 3 - 1 | Wiesbaden           | 19-25, 25-17, 25-18, 26-24       |
| 6 gennaio 2011 DIVS Uralochka, Ekaterinburg Durata: 0h:53 - Spettatori: 850           | Uraločka           | 3 - 0 | Branik              | 25-15, 25-14, 25-8               |

### Ritorno
| 12 gennaio 2011 Salle Jean Fourre, Évreux Durata: 1h:16 - Spettatori: 950             | Évreux              | 0 - 3 | Știința Bacău      | 23-25, 21-25, 14-25                                 |
| 13 gennaio 2011 Sarhadchi Sport Olympic Center, Baku Durata: 1h:05 - Spettatori: 800  | İqtisadçı           | 3 - 0 | TENT               | 25-22, 25-16, 25-14                                 |
| 11 gennaio 2011 Hristo Botev Hall, Sofia Durata: 1h:54 - Spettatori: 350              | CSKA Sofia          | 2 - 3 | Královo Pole       | 25-19, 22-25, 14-25, 25-23, 12-15                   |
| 12 gennaio 2011 Bernard Pignon Couvidome, Couvin Durata: 1h:47 - Spettatori: 200      | Dauphines Charleroi | 3 - 1 | Minčanka           | 25-21, 25-23, 17-25, 25-23                          |
| 12 gennaio 2011 Sarhadchi Sport Olympic Center, Baku Durata: 1h:02 - Spettatori: 2600 | Lokomotiv Baku      | 3 - 0 | ASKÖ Linz-Steg     | 25-8, 25-9, 25-12                                   |
| Incontro non disputato per il ritiro dalla competizione della società Pałac Bydgoszcz | Apollōn Limassol    | 3 - 0 | Pałac Bydgoszcz    | 25-0, 25-0, 25-0                                    |
| 12 gennaio 2011 Bourgoyen, Gent Durata: 1h:26 - Spettatori: 650                       | VDK Gent            | 3 - 0 | Vizura             | 25-17, 26-24, 25-15 Golden set: 15-11               |
| 12 gennaio 2011 Schweizersbild, Sciaffusa Durata: 1h:09 - Spettatori: 558             | Kanti               | 3 - 0 | Anorthōsīs         | 25-17, 25-22, 25-12                                 |
| 12 gennaio 2011 Sporthal de Stoep, Sliedrecht Durata: 1h:44 - Spettatori: 1150        | Sliedrecht          | 3 - 1 | Viesti Salo        | 25-23, 25-22, 11-25, 25-11 Golden set: 9-15         |
| 11 gennaio 2011 FSK Olymp, Južne Durata: 1h:56 - Spettatori: 1000                     | Chimik              | 3 - 2 | Weert              | 25-22, 22-25, 25-13, 20-25, 15-11 Golden set: 15-10 |
| 13 gennaio 2011 Sarhadchi Sport Olympic Center, Baku Durata: 1h:00 - Spettatori: 1500 | Azərreyl            | 3 - 0 | Olympiakos         | 25-14, 25-11, 25-20                                 |
| 11 gennaio 2011 Športová hala Mladosť, Bratislava Durata: 1h:37 - Spettatori: 400     | Slávia Bratislava   | 3 - 1 | Tirana             | 25-20, 19-25, 25-18, 26-24                          |
| 12 gennaio 2011 Palma Arena, Palma di Maiorca Durata: 1h:05 - Spettatori: 100         | Club 15-15          | 3 - 0 | HAOK Mladost       | 25-20, 25-19, 25-15                                 |
| 12 gennaio 2011 Halle am 2. Ring, Wiesbaden Durata: 1h:50 - Spettatori: 1100          | Wiesbaden           | 1 - 3 | Asteríx Kieldrecht | 20-25, 24-26, 25-14, 20-25                          |
| 12 gennaio 2011 Sportna Dvorana Ljudski Vrt, Maribor Durata: 1h:36 - Spettatori: 400  | Branik              | 1 - 3 | Uraločka           | 25-23, 21-25, 15-25, 21-25                          |

### Squadre qualificate
| - Știința Bacău - Azərreyl - İqtisadçı - Lokomotiv Baku - Slávia Bratislava - Královo Pole - Dauphines Charleroi - Uraločka | - VDK Gent - Asteríx Kieldrecht - Chimik - Apollōn Limassol - Club 15-15 - Viesti Salo - Schweriner - Kanti |

## Ottavi di finale

### Andata
| 2 febbraio 2011 Sala Sporturilor, Bacău Durata: 1h:11 - Spettatori: 545                | Știința Bacău      | 0 - 3 | İqtisadçı           | 22-25, 23-25, 17-25               |
| 1º febbraio 2011 Mestska Hala Vodova, Brno Durata: 1h:47 - Spettatori: 420             | Královo Pole       | 1 - 3 | Dauphines Charleroi | 25-27, 13-25, 25-22, 22-25        |
| 1º febbraio 2011 Sarhadchi Sport Olympic Center, Baku Durata: 1h:11 - Spettatori: 2500 | Lokomotiv Baku     | 3 - 0 | Apollōn Limassol    | 25-19, 25-15, 25-18               |
| 2 febbraio 2011 Bourgoyen, Gent Durata: 1h:19 - Spettatori: 800                        | VDK Gent           | 0 - 3 | Schweriner          | 21-25, 22-25, 17-25               |
| 2 febbraio 2011 Schweizersbild, Sciaffusa Durata: 1h:25 - Spettatori: 537              | Kanti              | 3 - 0 | Viesti Salo         | 25-23, 25-17, 25-22               |
| 1º febbraio 2011 FSK Olymp, Južne Durata: 1h:01 - Spettatori: 1800                     | Chimik             | 0 - 3 | Azərreyl            | 14-25, 18-25, 13-25               |
| 1º febbraio 2011 Športová hala Mladosť, Bratislava Durata: 1h:56 - Spettatori: 300     | Slávia Bratislava  | 3 - 2 | Club 15-15          | 26-24, 23-25, 25-23, 15-25, 19-17 |
| 3 febbraio 2011 Hall De Meerminnen, Beveren Durata: 1h:38 - Spettatori: 500            | Asteríx Kieldrecht | 3 - 2 | Uraločka            | 22-25, 20-25, 25-21, 25-22, 15-7  |

### Ritorno
| 8 febbraio 2011 Sarhadchi Sport Olympic Center, Baku Durata: 1h:28 - Spettatori: 1000 | İqtisadçı           | 3 - 1 | Știința Bacău      | 25-17, 26-24, 23-25, 25-10                        |
| 8 febbraio 2011 Bernard Pignon Couvidome, Couvin Durata: 2h:02 - Spettatori: 450      | Dauphines Charleroi | 2 - 3 | Královo Pole       | 25-17, 21-25, 11-25, 25-18, 9-15 Golden set: 9-15 |
| 8 febbraio 2011 Apollon Hall, Limassol Durata: 1h:07 - Spettatori: 400                | Apollōn Limassol    | 0 - 3 | Lokomotiv Baku     | 19-25, 23-25, 19-25                               |
| 9 febbraio 2011 Arena Schwerin, Schwerin Durata: 1h:43 - Spettatori: 1428             | Schweriner          | 3 - 1 | VDK Gent           | 25-18, 23-25, 25-22, 25-22                        |
| 10 febbraio 2011 Salohalli, Salo Durata: 1h:17 - Spettatori: 724                      | Viesti Salo         | 3 - 0 | Kanti              | 25-16, 25-10, 25-12 Golden set: 15-8              |
| 8 febbraio 2011 Sarhadchi Sport Olympic Center, Baku Durata: 1h:04 - Spettatori: 1200 | Azərreyl            | 3 - 0 | Chimik             | 25-15, 25-14, 25-18                               |
| 9 febbraio 2011 Palma Arena, Palma di Maiorca Durata: 1h:19 - Spettatori: 300         | Club 15-15          | 3 - 0 | Slávia Bratislava  | 25-20, 25-18, 25-22                               |
| 9 febbraio 2011 DIVS Uralochka, Ekaterinburg Durata: 1h:07 - Spettatori: 1504         | Uraločka            | 3 - 0 | Asteríx Kieldrecht | 25-19, 25-7, 25-12 Golden set: 15-11              |

### Squadre qualificate
| - Azərreyl - İqtisadçı - Lokomotiv Baku - Královo Pole - Uraločka - Club 15-15 - Viesti Salo - Schweriner |

## Quarti di finale

### Andata
| 23 febbraio 2011 Sarhadchi Sport Olympic Center, Baku Durata: 1h:06 - Spettatori: 2500 | İqtisadçı      | 3 - 0 | Královo Pole | 25-20, 25-19, 25-17              |
| 22 febbraio 2011 Sarhadchi Sport Olympic Center, Baku Durata: 1h:17 - Spettatori: 2600 | Lokomotiv Baku | 3 - 0 | Schweriner   | 25-23, 25-19, 25-16              |
| 23 febbraio 2011 Salohalli, Salo Durata: 1h:49 - Spettatori: 1550                      | Viesti Salo    | 2 - 3 | Azərreyl     | 25-19, 15-25, 26-24, 14-25, 9-15 |
| 23 febbraio 2011 Palma Arena, Palma di Maiorca Durata: 1h:10 - Spettatori: 100         | Club 15-15     | 0 - 3 | Uraločka     | 16-25, 22-25, 20-25              |

### Ritorno
| 2 marzo 2011 Mestska Hala Vodova, Brno Durata: 1h:43 - Spettatori: 2000            | Královo Pole | 2 - 3 | İqtisadçı      | 25-23, 25-19, 14-25, 22-25, 10-25 |
| 1º marzo 2011 Arena Schwerin, Schwerin Durata: 2h:06 - Spettatori: 1780            | Schweriner   | 2 - 3 | Lokomotiv Baku | 25-17, 23-25, 25-16, 23-25, 14-16 |
| 2 marzo 2011 Sarhadchi Sport Olympic Center, Baku Durata: 1h:13 - Spettatori: 2400 | Azərreyl     | 3 - 0 | Viesti Salo    | 25-20, 25-20, 25-16               |
| 2 marzo 2011 Metallurg Forum, Nižnij Tagil Durata: 0h:52 - Spettatori: 1450        | Uraločka     | 3 - 0 | Club 15-15     | 25-17, 25-6, 25-14                |

### Squadre qualificate
| - Azərreyl - İqtisadçı - Lokomotiv Baku - Uraločka |

## Semifinale

### Andata
| 16 marzo 2011 Sarhadchi Sport Olympic Center, Baku Durata: 1h:21 - Spettatori: 3500 | İqtisadçı | 0 - 3 | Lokomotiv Baku | 21-25, 20-25, 26-28               |
| 15 marzo 2011 Sarhadchi Sport Olympic Center, Baku Durata: 2h:04 - Spettatori: 2150 | Azərreyl  | 3 - 2 | Uraločka       | 25-22, 22-25, 25-21, 29-31, 15-13 |

### Ritorno
| 20 marzo 2011 Sarhadchi Sport Olympic Center, Baku Durata: 2h:15 - Spettatori: 2500 | Lokomotiv Baku | 2 - 3 | İqtisadçı | 25-23, 20-25, 22-25, 25-14, 8-15 Golden set: 15-13 |
| 19 marzo 2011 Metallurg Forum, Nižnij Tagil Durata: 1h:30 - Spettatori: 2000        | Uraločka       | 1 - 3 | Azərreyl  | 15-25, 21-25, 25-23, 19-25                         |

### Squadre qualificate
| - Azərreyl - Lokomotiv Baku |

## Finale

### Andata
| 29 marzo 2011 Sarhadchi Sport Olympic Center, Baku Durata: 1h:48 - Spettatori: 2600 | Lokomotiv Baku | 1 - 3 | Azərreyl | 25-23, 20-25, 16-25, 22-25 |

### Ritorno
| 2 aprile 2011 Sarhadchi Sport Olympic Center, Baku Durata: 1h:49 - Spettatori: 2600 | Azərreyl | 3 - 1 | Lokomotiv Baku | 30-28, 22-25, 25-13, 25-17 |

### Squadra campione
- Azərreyl